# Новотроїцький сільський округ
Новотро́їцький сільський округ (каз. Новотроицк ауылдық округі, рос. Новотроицкий сельский округ) — адміністративна одиниця у складі Карабалицького району Костанайської області Казахстану. Адміністративний центр — село Новотроїцьке.
Населення — 1177 осіб (2021; 2055 у 2009, 3273 у 1999, 3966 у 1989).
Станом на 989 рік існували Жанааульська сільська рада (село Підгородка, селища Єманкіно, Жанааул, Каєрак) та Новотроїцька сільська рада (села Борисовка, Новотроїцьке, селища Аккудук, Магнай), селища Джамбул та Магнай перебували у складі Побєдинської сільської ради. Село Каєрак було ліквідоване 2019 року, до склад округу були передані села Жамбил та Магнай Побєдинського сільського округу і одразу ліквідовані, село Жанааул ліквідовано 2023 року.

## Склад
До складу округу входять такі населені пункти:
| Населений пункт    | Старі назви          | Населення, осіб (1989) | Населення, осіб (1999) | Населення, осіб (2009) | Населення, осіб (2021) |
| ------------------ | -------------------- | ---------------------- | ---------------------- | ---------------------- | ---------------------- |
| Аккудук, село      | -                    | 248                    | 229                    | 163                    | 95                     |
| Борисовка, село    | -                    | 110                    | 103                    | -                      | -                      |
| Єманкіно, село     | -                    | 1                      | -                      | -                      | -                      |
| Жанааул, село      | -                    | 546                    | 353                    | 126                    | 37                     |
| Каєрак, село       | -                    | 97                     | 68                     | 57                     | -                      |
| Магнай, село       | (Новотроїцький с.о.) | 405                    | 364                    | 353                    | 201                    |
| --Жамбил, село     | Джамбул              | 221                    | 199                    | 105                    | 2                      |
| --Магнай, село     | (Побєдинський с.о.)  | 271                    | 295                    | 110                    | 15                     |
| Новотроїцьке, село | -                    | 1701                   | 1396                   | 978                    | 736                    |
| Підгородка, село   | -                    | 366                    | 266                    | 163                    | 91                     |